# Loudspeaker
Loudspeaker es un álbum instrumental del guitarrista norteamericano Marty Friedman. El álbum se editó en 2006. Es una continuación en la exploración del rock progresivo y J-Pop con el que experimentó en sus anteriores álbumes en solitario.

## Lista de canciones
1. "Elixir"
2. "Street Demon"
3. "Black Orchid" (con John Petrucci)
4. "Paradise Express"
5. "Sekai Ni Hitotsu Dake No Hana"
6. "Glycerine Flesh"
7. "Stigmata Addiction"
8. "Viper"
9. "Coloreas Mi Vida"
10. "Devil Take Tomorrow"
11. "Static Rain"

- Datos: Q5981440